# Philip Zweers
Pour les articles homonymes, voir Zweers.
Philip Zweers ou Zweerts, est un poète et dramaturge néerlandais, né le 6 mars 1704 à Amsterdam, et mort à Weesp le 5 novembre 1774.

## Biographie
Fils de Cornelius Zweers, il exerce la profession de notaire à Amsterdam de 1730 à 1774. Il a chanté d'une manière agréable la belle campagne de Scheibeeck, où Vondel persécuté avait dû un asile à l'hospitalité du poète Laurent Bake, et que Gaspard Barlseus avait déjà célébrée dans ses vers. 
Il se marie le 21 mai 1739 à Amsterdam avec Johanna Maria de Putter (1720-1799). Le couple aura sept enfants.
Zweers est aussi auteur des tragédies de  Beloonde deugt of gestrafte Wreedheid (Amsterdam, 1723), Sémiramis, ou la Mort de Minus (Amsterdam, 1729), 
de Scipion (Amsterdam, 1736), et de Mérope, imitée de l'italien de Maffei (Amsterdam, 1746). La première de ces pièces a joui d'un succès distingué. 
Zweers est mort en 1774. Le recueil de ses Poésies a paru à Amsterdam en 1759, un vol. in-4. 